# 八幡神社 (羽生市須影)
八幡神社（はちまんじんじゃ）は、埼玉県羽生市の神社。

## 歴史
創建年代は不明である。ただ当社の境内には「源頼朝旗掛けの松」と呼ばれる松の大木があり、源頼朝が奥州合戦の途上、当社にて戦勝祈願をした際に旗を掛けた松であるといわれていることから、その頃までには既に存在していたものと推測される。「蓮華寺」が別当寺であった。
1871年（明治4年）、近代社格制度に基づく「村社」に列せられ、1907年（明治40年）の神社合祀により、「白山社」と「愛宕社」が合祀された。ただ愛宕社については、祟りを恐れる愛宕社の氏子の要望により、後に復祀されている。

## 文化財
- 須影八幡社彫刻（羽生市指定有形文化財 昭和44年3月20日指定）[2]

## 交通アクセス
- 南羽生駅より徒歩24分。